# Баумволь, Рахиль Львовна
Рахиль Львовна (Рухл Лейбовна) Баумволь (идиш רחל בוימוואָל‎; 4 марта 1914, Одесса, Херсонская губерния — 16 июня 2000, Иерусалим) ― советская и израильская поэтесса, писавшая на идишe и русском языке.

## Биография
Родилась 19 февраля (4 марта) 1914 года в Одессе. Её отец, варшавский мещанин Лейб Шимонович Баумволь, драматург и режиссёр еврейского театра, убитый в 1920 году антибольшевистскими польскими солдатами во время советско-польской войны. Он и члены его еврейского театра Эпштейн и Либерт были сняты с поезда в Казатине, который тогда находился под контролем Польши, и убиты на глазах у своих семей. Рахиль также была ранена во время нападения и оставалась прикованной к постели в течение нескольких лет после этого.
Она выросла в культуре, свободно говорящей как на идишe, так и на русском языке, и проявила способность к рифмованию и рассказыванию историй с юных лет. Начала писать в шесть лет, примерно в это же время она с матерью переехали в Москву. Её первые стихи на идише были опубликованы в комсомольском журнале, когда ей было девять лет. Первой изданной книгой стал сборник детских песен под названием «Киндер-лидер», изданный в 1930 году при поддержке Самуила Галкина. Затем училась на еврейском отделении Второго Московского государственного университета. Познакомилась со своим мужем Зяме Телесиным в Москве и там они поженились. После выпуска в 1935 году их отправили на работу в Минск, где она быстро стала известна как автор детской литературы. 
Во время Великой Отечественной войны эвакуировалась с семьёй в Ташкент, кроме мужа, который воевал в Красной армии. Именно во время войны она начала издаваться на русском языке. Позднее она писала: «Большевики спасли меня от смерти, а я была ярой большевичкой». После войны поселилась в Москве, а начиная с 1948 года, когда возможность публиковаться на идише в СССР прекратилась, опубликовала множество стихов, детских песен и рассказов на русском языке, в более поздние годы также занималась переводами с идишa на русский язык, в том числе перевела роман Мойше Кульбака в 1960 году. Десятки книг и брошюры Баумволь с русскими детскими песнями и рассказами стали очень популярными, тираж некоторых из них достиг миллиона экземпляров. С 1961 года стала постоянным автором единственного в СССР журнала на идише «Советиш Геймланд». 
Её сын Юлиус Телесин, был диссидентом и деятелем самиздата в Москве, он подал заявление на эмиграцию в Израиль в 1969 году. Его родители решили последовать за ним и в 1971 году получили разрешение эмигрировать в Израиль. Уехала в составе большой волны советских еврейских писателей, поселившихся в Иерусалиме, в которую также входили Меер Харац, Иосиф Керлер и Давид Сфард. Её муж смог последовать за ней туда во время Песаха 1972 года. После эмиграции она потеряла свой основной источник дохода, который заключался в написании детских книг, и она всё чаще обращалась к публикации своих поэтических книг на идише. Она также продолжала публиковаться на русском языке, а некоторые из её сборников на идише были переведены на иврит в последующие десятилетия. В это время перевела на русский язык роман Ицхока Башевиса-Зингера «Раб» (1976).
Умерла в 2000 году в Иерусалиме.